# Orobainosoma lacusnigri
Orobainosoma lacusnigri är en mångfotingart som beskrevs av Gulicka 1968. Orobainosoma lacusnigri ingår i släktet Orobainosoma och familjen Haaseidae. Utöver nominatformen finns också underarten O. l. microcornum.